# Lamellodysidea
Lamellodysidea is een geslacht van sponsdieren uit de klasse van de Demospongiae (gewone sponzen).

## Soorten
- Lamellodysidea chlorea (de Laubenfels, 1954)
- Lamellodysidea herbacea (Keller, 1889)